# Uppingham
Uppingham – miasto i civil parish w Wielkiej Brytanii, w Anglii, w regionie East Midlands, w hrabstwie Rutland. W 2001 roku miasto liczyło 3947 mieszkańców. W 2011 roku civil parish liczyła 4745 mieszkańców.